# ناحیه دارالشیوخ
ناحیه دارالشیوخ (به عربی: دائرة دارالشیوخ) یک ناحیه در الجزایر است که در استان جلفه واقع شده‌است.